# Linduška velká

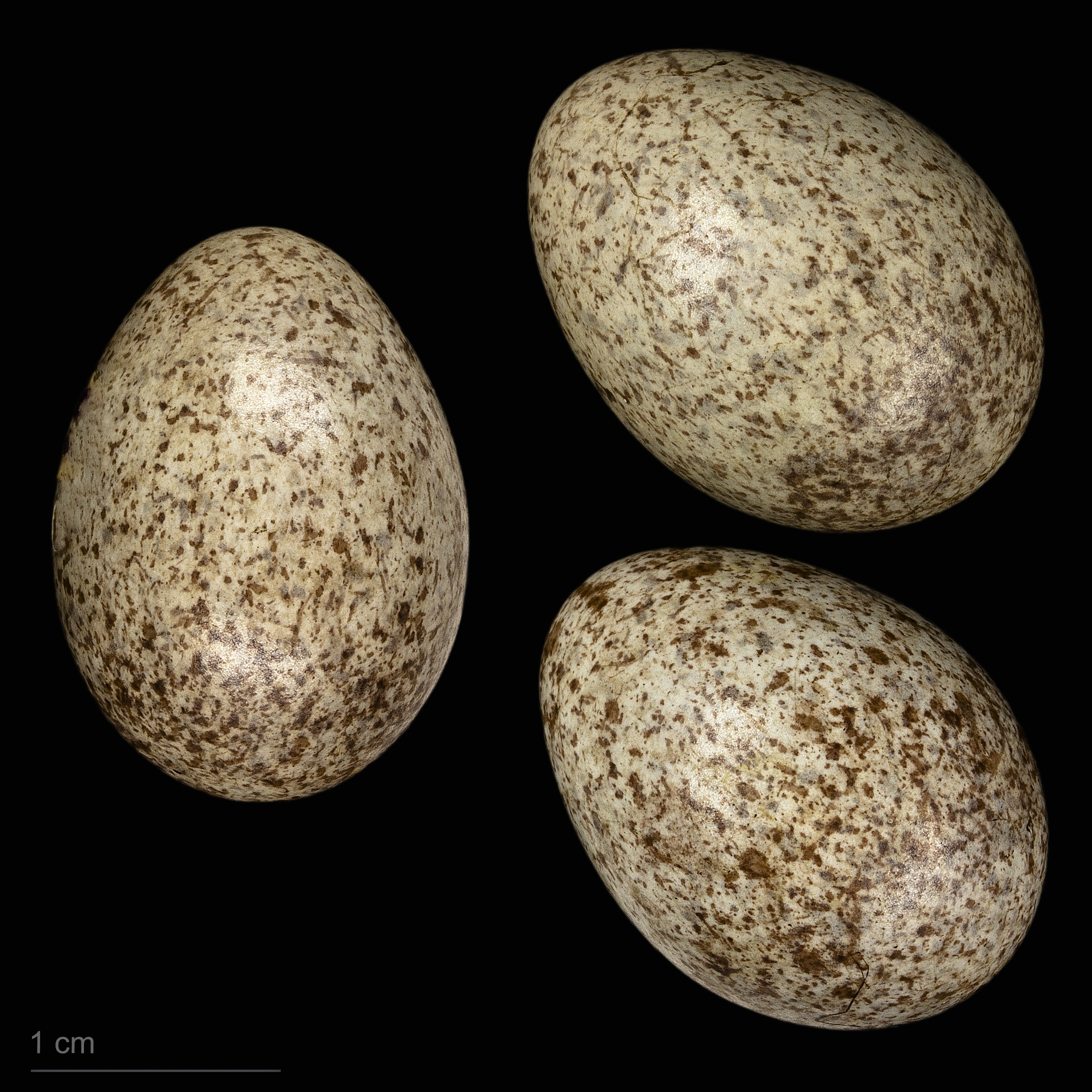
Anthus richardi

Linduška velká (Anthus richardi) je asi 18 cm dlouhý pták z čeledi konipasovitých vyskytující se běžně ve východní Asii. Zimuje v oblasti Přední a Zadní Indie. Je velmi vzácným zatoulancem ve střední Evropě a v Česku.
Druh Anthus richardi byl považován za poddruh polytypického druhu Anthus novaeseelandiae – podobně jako linduška pastvinná (Anthus cinnamomeus) a další druhy.
Za letu se projevuje opakovanými řadami zíva či čivý. Při vyplašení se ozývá protáhlým šríp či psšríp.
Hnízdí na zemi a klade 4–6 skvrnitých vajec.